# Johann Joachim von Aichen

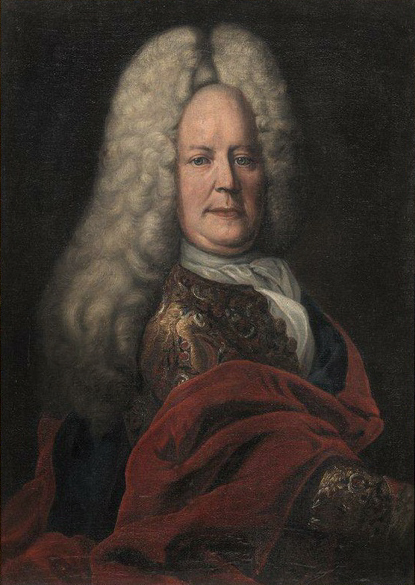
Johann Joachim von Aichen

Johann Joachim von Aichen (* 1664 in Wien; † 20. April 1729) war niederösterreichischer Land-Untermarschall und Präses des niederösterreichischen Ritterstandes.

## Leben
Johann Joachim von Aichen war der Sohn von Ritter Peter von Aichen, Dr. iur., zuletzt niederösterreichischer Landschreiber. Johann war zuerst Landrechtsbeisitzer, 1691 Raitherr und 1698 Raitmarschall. Er wurde dann niederösterreichischer Regierungsrat, 1705 Verordneter und Mitglied des verstärkten Ständerats. Im Jänner 1718 wurde Johann Joachim  Landuntermarschall und Präses des niederösterreichischen Ritterstandes.
Johann Joachim war mit Maria Theresia Rascher von Weyeregg verheiratet, die Ehe blieb kinderlos. Begraben wurde er in der Franziskanerkirche in Wien.